# NGC 6873
NGC 6873 é um aglomerado aberto na direção da constelação de Sagitta. O objeto foi descoberto pelo astrônomo Wilhelm Struve em 1825, usando um telescópio refrator com abertura de 9,5 polegadas. 